# Ala (Göttin)
Ala war eine hethitische und luwische Göttin der Wildnis, und Gefährtin des Gottes Rundiya. Sie nahm eine eher geringe Stellung im Pantheon ein.

## Name
In einem hethitischen Text der Bronzezeit und in mehreren hieroglyphenluwischen Texten der Eisenzeit wurde sie „Frau Ala“ (heth. dMUNUS Ala-; hluw. FEMINA Ala-) genannt. Der Name ist nicht gedeutet.
Personennamen, die den Götternamen enthalten, können aufgrund der Kürze des Namens nicht sicher identifiziert werden und könnten zudem mit dem Adjektiv ala- „fern“ oder „hoch“ gebildet worden sein. Möglicherweise gehört der Frauenname Alawani, der im 18. Jh. v. Chr. in Kültepe überliefert ist, zur Göttin.

## Funktion
Ala wurde während der Bronzezeit gewöhnlich zusammen mit dem Schutzgott der Flur verehrt und teilte mit diesem mehrere Epitheta. So wurde sie ähnlich wie dieser „Ala der Tierwelt“, „Ala des Köchers“ und „Ala des Bogens“ genannt, was sie als Jagdgöttin ausweist. Auch die Beinamen „Ala aller Berge“ und „Ala aller Flüsse“ bringen sie mit der Wildnis in Verbindung, zudem werden namentlich die Berge Šaluwanta und Šarpa genannt. In den hieroglyphenluwischen Inschriften von Emirgazi wurde sie zusammen mit dem Schutzgott und dem Berggott Šarpa (ev. Arısama Dağı) angerufen. Als „Ala des Heils“ und „Ala der Milde“ zeigt sie sich als wohlwollende Göttin, die auch Früchte in Fülle spendete.
Ala wurde in den hethitischen Orten Karaḫna, Kalašmita und Winiyanda zusammen mit dem Schutzgott verehrt. Im letzteren Ort wurde für sie ein Frühlingsfest gefeiert. Ala wird vermutlich auf dem Hirschrhyton der Norbert-Schimmel-Sammlung dargestellt, zusammen mit dem Hirschgott.
In der Eisenzeit verschmolz sie mit der Göttin Kubaba. Die Göttin „Frau Ala-Kubaba“ hatte ein Heiligtum im luwischen Land Kummuha beim heutigen Ancoz und wurde dort zusammen mit Rundiya der Flur, dem Sonnengott Tiwad sowie mit Ikura und Tasku und dem Berg Hurtula, vielleicht der Nemrud Dağı, verehrt. Möglicherweise lebte ihr Kult in der Antike im kilikischen Kastabala weiter, wo die Göttin Perasia verehrt wurde, die einerseits mit der griechischen Jagdgöttin Artemis, andererseits mit Kubaba gleichgesetzt wurde.